# Mister Supranational
Mister Supranational – konkurs piękności dla mężczyzn rozgrywany od 2016, organizowany przez World Beauty Association z Panamy i powstały na fali popularności konkursu Miss Supranational.
Pierwsze trzy edycje konkursu odbyły się w Krynicy Zdroju.

## Rozegrane konkursy
| Rok  | Państwo           | Mister Supranational  | Lokalizacja   | Miejsce                                                        | Data        | Lb. uczestników |
| ---- | ----------------- | --------------------- | ------------- | -------------------------------------------------------------- | ----------- | --------------- |
| 2016 | Meksyk            | Diego Garcy           | Krynica-Zdrój | Miejski Ośrodek Sportu i Rekreacji (Hala widowiskowo-sportowa) | 3 grudnia   | 36              |
| 2017 | Wenezuela         | Gabriel Correa        | Krynica-Zdrój | Miejski Ośrodek Sportu i Rekreacji (Hala widowiskowo-sportowa) | 2 grudnia   | 34              |
| 2018 | Indie             | Prathamesh Maulingkar | Krynica-Zdrój | Miejski Ośrodek Sportu i Rekreacji (Hala widowiskowo-sportowa) | 8 grudnia   | 39              |
| 2019 | Stany Zjednoczone | Nate Crnkovich        | Katowice      | Międzynarodowe Centrum Kongresowe                              | 7 grudnia   | 40              |
| 2021 | Peru              | Varo Vargas           | Nowy Sącz     | Amfiteatr Parku Strzeleckiego                                  | 22 sierpnia | 34              |
| 2022 | Kuba              | Luis Galvez Blanco    | Nowy Sącz     | Amfiteatr Parku Strzeleckiego                                  | 16 lipca    | 34              |
| 2023 | Hiszpania         | Iván Álvarez          | Nowy Sącz     | Amfiteatr Parku Strzeleckiego                                  | 15 lipca    | 34              |
| 2024 | Południowa Afryka | Fezile Mkhize         | Nowy Sącz     | Amfiteatr Parku Strzeleckiego                                  | 4 lipca     | 36              |
| 2025 | Francja           | Lavigne Swann         | Nowy Sącz     | Amfiteatr Parku Strzeleckiego                                  | 28 czerwca  | 38              |

## Osiągnięcia

### Liczba zwycięstw według krajów
| Państwo           | Zwycięstwa | Rok  |
| ----------------- | ---------- | ---- |
| Francja           | 1          | 2025 |
| Południowa Afryka | 1          | 2024 |
| Hiszpania         | 1          | 2023 |
| Kuba              | 1          | 2022 |
| Peru              | 1          | 2021 |
| Stany Zjednoczone | 1          | 2019 |
| Indie             | 1          | 2018 |
| Wenezuela         | 1          | 2017 |
| Meksyk            | 1          | 2016 |

### Liczba zwycięstw według kontynentów
| Kontynent          | Liczba | Kraje zwycięskie   |
| ------------------ | ------ | ------------------ |
| Ameryka Północna   | 3      | Kuba, Meksyk, USA  |
| Ameryka Południowa | 2      | Peru, Wenezuela    |
| Europa             | 2      | Francja, Hiszpania |
| Azja               | 1      | Indie              |
| Afryka             | 1      | Południowa Afryka  |
| Oceania            | 0      |                    |

## Wicemisterzy w poszczególnych latach
| Rok  | 1. wicemister                      | 2. wicemister                 | 3. wicemister                   | 4. wicemister                  |
| ---- | ---------------------------------- | ----------------------------- | ------------------------------- | ------------------------------ |
| 2016 | Białoruś · Sergej Bindałow         | Indie · Jitesh Naresh Thakur  | Brazylia · Bruno Vanin          | Rumunia · Catalin Brinza       |
| 2017 | Hiszpania · Alejandro Cifo         | Brazylia · Matheus Song       | Słowacja · Michal Gajdosech     | Meksyk · Héctor Parga          |
| 2018 | Polska · Jakub Kucner              | Brazylia · Samuel Costa       | Tajlandia · Kevin Dasom         | Holandia · Ennio Fafiænie      |
| 2019 | Brazylia · Italo Cerqueira         | Peru · Alonso Martinez        | Polska · Tomasz Zarzycki        | Wenezuela · Leonardo Carrero   |
| 2021 | Togo · Abdel Kacem Tefridj         | Wenezuela · William Badell    | Nepal · Santosh Upadhyaya       | Hiszpania · Lucas Muñoz-Alonso |
| 2022 | Indonezja · Matthew Gilbert Wibowo | Grecja · Leonidas Amfilochios | Meksyk · Moises Penaloza        | Portoryko · Heriberto Rivera   |
| 2023 | Brazylia · Henrique Martins        | Holandia · Luca Derin         | Korea Południowa · Lee Yong–woo | Kamerun · Daniel Mbouda        |
| 2024 | Holandia · Casey De Vries          | Filipiny · Brandon Espiritu   | Wenezuela · Marcos De Freitas   | Laos · Sanonh Maniphonh        |
| 2025 | Curaçao · Zuemerik Veeris          | Meksyk · Mauricio Calvo       | Nigeria · Michael Mazi          | Filipiny · Kenneth Cabungcal   |

## Mister Supranational 2016
| Rezultat                  | Mister |
| ------------------------- | --- |
| Mister Supranational 2016 | - Meksyk – Diego Garcy |
| 1. wicemister             | - Białoruś – Sergej Bindałow |
| 2. wicemister             | - Indie – Jitesh Naresh Thakur |
| 3. wicemister             | - Brazylia – Bruno Vanin |
| 4. wicemister             | - Rumunia – Catalin Brinza |
| Top 10                    | - Dania – Marcus Jørgensen - Japonia – Ricky Wakabayashi - Panama – Michael Piggott - Polska – Rafał Jonkisz - Wenezuela – Gustavo Acevedo |
| Top 20                    | - Belgia – Johnny Gaspart - Czechy – Jan Pultar - Filipiny – Ar de la Serna - Francja – Bryan Weber - Hiszpania – Jose De Haro - Malta – Neil Scerri - Portoryko – Christian Trenche - Słowacja – Karol Kotlár - Szwecja – Ali Ghafori - Wielka Brytania – Rex Newmark |

## Mister Supranational 2017
| Rezultat                  | Mister |
| ------------------------- | --- |
| Mister Supranational 2017 | - Wenezuela – Gabriel Correa |
| 1. wicemister             | - Hiszpania – Alejandro Cifo |
| 2. wicemister             | - Brazylia – Matheus Song |
| 3. wicemister             | - Słowacja – Michal Gajdosech |
| 4. wicemister             | - Meksyk – Héctor Parga |
| Top 10                    | - Indie – Altamash Faraz - Indonezja – Gilbert Pangalila - Malta – Justin Axiak - Polska – Jan Dratwicki - Stany Zjednoczone – Cody Ondrick |
| Top 20                    | - Afganistan – Hamid Noor - Chile – Alfonso Bernal - Filipiny – Yves Campos - Holandia – Ferdi Çağlayan - Japonia – Takanori Uekusa - Mjanma – Htoo Ant Lwin - Panama – Alan Valdés - Portoryko – Alexander Ortiz - Rumunia – Mihai Pintilie - Surinam – Arthur Nóbrega |

## Mister Supranational 2018
| Rezultat                  | Mister |
| ------------------------- | --- |
| Mister Supranational 2018 | - Indie – Prathamesh Maulingkar |
| 1. wicemister             | - Polska – Jakub Kucner |
| 2. wicemister             | - Brazylia – Samuel Costa |
| 3. wicemister             | - Tajlandia – Kevin Dasom |
| 4. wicemister             | - Holandia – Ennio Fafiænie |
| Top 10                    | - Dominikana – Daniel Sicheneder - Norwegia – Mathias Duma - Słowacja – Ján Palko - Sri Lanka – Tymeron Carvalho - Stany Zjednoczone – Nicholas Kotselas |
| Top 20                    | - Curaçao – Quinton Martina - Czechy – Jakub Kochta - Filipiny – Marco Poli - Hiszpania – Fabián Pérez - Malta – Benoit Bartolo - Meksyk – Alejandro García - Mjanma – Ellis Lwin - Panama – Ryan Stone - Portoryko – José Alfredo - Rosja – Mikhail Baranov |

## Mister Supranational 2019
| Rezultat                  | Mister |
| ------------------------- | --- |
| Mister Supranational 2019 | - Stany Zjednoczone – Nate Crnkovich |
| 1. wicemister             | - Brazylia – Italo Cerqueira |
| 2. wicemister             | - Peru – Alonso Martinez |
| 3. wicemister             | - Polska – Tomasz Zarzycki |
| 4. wicemister             | - Wenezuela – Leonardo Carrero |
| Top 10                    | - Czechy – Jan Solfronk - Dominikana – Angel Enrique Holguín - Ekwador – Nicolas Asanza - Indie – Varun Verma - Południowa Afryka – Rushil Jina |
| Top 20                    | - Chile – Mario Irazzoky - Filipiny – Denver Hernandez - Gwinea Równikowa – Diosdado Sakarof Mangue - Indonezja – Enrique Dustin - Kanada – Nathan Johnson - Laos – Singkham Phommasone - Malta – Yosef Vassallo - Tajlandia – Tong Chanchai - Wielka Brytania – Walter Chahwanda - Wietnam – Khang Manh Tran |

## Mister Supranational 2021
| Rezultat                  | Mister |
| ------------------------- | --- |
| Mister Supranational 2021 | - Peru – Varo Vargas |
| 1. wicemister             | - Togo – Abdel Kacem Tefridj |
| 2. wicemister             | - Wenezuela – William Badell |
| 3. wicemister             | - Nepal – Santosh Upadhyaya |
| 4. wicemister             | - Hiszpania – Lucas Muñoz-Alonso |
| Top 10                    | - Dominikana – Ivan Oleaga - Indie – Rahul Rajasekharan - Indonezja – Okky Alparessi - Malta – Raffael Fiedler - Meksyk – Gustavo Adolfo Rosas González |
| Top 20                    | - Aruba – Derrel Lampe - Czechy – David Kremen - Filipiny – John Adajar - Francja – Fabien Mounoussamy - Grecja – Spyros Nikolaidis - Haiti – Theodore Bien-Aime - Kolumbia – Manuel Molano - Polska – Daniel Borzewski - Portoryko – Francisco Vergara - Słowacja – Marek Jastráb |

## Mister Supranational 2022
| Rezultat                  | Mister |
| ------------------------- | --- |
| Mister Supranational 2022 | - Kuba – Luis Galvez Blanco |
| 1. wicemister             | - Indonezja – Matthew Gilbert Wibowo |
| 2. wicemister             | - Grecja – Leonidas Amfilochios |
| 3. wicemister             | - Meksyk – Moises Penaloza |
| 4. wicemister             | - Portoryko – Heriberto Rivera |
| Top 10                    | - Brazylia – Guilherme Werner Wamzer - Francja – Pierre Bondon - Salwador – Adrian Itzam na Monge Rivera - Tajlandia – Teenarupakorn Muangmai - Wietnam – Dat Bui xuan |
| Top 20                    | - Argentyna – Angel Olaya - Belgia – Yentl van Hoorbeke - Dominikana – Lewis Echavarria - Włochy – Giuseppe Santagata - Korea Południowa – Han Jung-wan - Peru – Nicola Roberto - Filipiny – RaÉd Fernandez Al-Zghayér - Hiszpania – Manuel Ndele - Trynidad i Tobago – Wynter Mason - Wenezuela – Anthony Gallardo |

## Mister Supranational 2023
| Rezultat                  | Mister |
| ------------------------- | --- |
| Mister Supranational 2023 | - Hiszpania – Iván Álvarez |
| 1. wicemister             | - Brazylia – Henrique Martins |
| 2. wicemister             | - Holandia – Luca Derin |
| 3. wicemister             | - Korea Południowa – Lee Yong–woo |
| 4. wicemister             | - Kamerun – Daniel Mbouda |
| Top 10                    | - Czechy – Jakub Vitek - Ekwador – Bruno Barbieri - Malezja – Danial Hansen - Meksyk – Luis García - Tajlandia – Nathanon Narathanyawirun |
| Top 20                    | - Filipiny – Johannes Rissler - Francja – Quentin Bourg-Austruy - Indonezja – Adib Dwitamma - Kanada – Luis Portelles - Panama – Mario Bianco - Polska – Daniel Tracz - Południowa Afryka – Tylo Ribeiro - Trynidad i Tobago – Keathon Yallery - Stany Zjednoczone – Daniel Zemeida - Włochy – Fabio Camattari |

## Mister Supranational 2024
| Rezultat                  | Mister |
| ------------------------- | --- |
| Mister Supranational 2024 | - Południowa Afryka – Fezile Mkhize |
| 1. wicemister             | - Holandia – Casey De Vries |
| 2. wicemister             | - Filipiny – Brandon Espiritu |
| 3. wicemister             | - Wenezuela – Marcos De Freitas |
| 4. wicemister             | - Laos – Sanonh Maniphonh |
| Top 10                    | - Dominikana – Bray Vargas - Kolumbia – Rafael Rapelo - Meksyk – Zait Reza - Polska – Patryk Karbowski - Wietnam – Đỗ Quang Tuyển |
| Top 20                    | - Brazylia – Matheus Maia - Czechy – Adam Sedro - Indonezja – Nathaniel Christopher - Hiszpania – Álvaro Germes - Nepal – Dhiroj Kaji Basnet - Peru – Joel Farach - Portoryko – Cristian González - Sierra Leone – Uthman Issa Bangura - Tajlandia – Chonlawit Wongsriwor - Trynidad i Tobago – Anderson Subero |

## Mister Supranational 2025
| Rezultat                  | Mister |
| ------------------------- | --- |
| Mister Supranational 2025 | - Francja – Lavigne Swann |
| 1. wicemister             | - Curaçao – Zuemerik Veeris |
| 2. wicemister             | - Meksyk – Mauricio Calvo |
| 3. wicemister             | - Nigeria – Michael Mazi |
| 4. wicemister             | - Filipiny – Kenneth Cabungcal |
| Top 10                    | - Czechy – Tomas Haring - Indonezja – Mustanir Afif - Portoryko – Anthony Delgado - Wenezuela – Víctor Battista - Wietnam – Nguyễn Minh Khắc |
| Top 20                    | - Chiny – Haoyong Qin - Hiszpania – Pablo Herrera - Holandia – Anthony Henricus - Hongkong – Wei Zihong - Indie – Shubham Sharma - Kanada – Daniel Rodríguez - Namibia – Mmoloki Samoka - Polska – Adam Wyszyński - Południowa Afryka – Luca Pontiggia - Tajlandia – Piyapong Kammeesawang |

## Kontynentalni zwycięzcy
| Rok  | Afryka                                       | Ameryki                               | Azja                                 | Europa                     | Oceania                                  | Karaiby                             |
| ---- | -------------------------------------------- | ------------------------------------- | ------------------------------------ | -------------------------- | ---------------------------------------- | ----------------------------------- |
| 2016 | Egipt · Mohamed Medhat                       | Meksyk · Diego Garcy                  | Indie · Jitesh Naresh Thakur         | Białoruś · Sergey Bindalov | Hawaje · Fletcher Barnes                 | —                                   |
| 2017 | Etiopia · Tewolde Kiflom                     | Stany Zjednoczone · Cody Ondrick      | Indie · Altamash Faraz               | Malta · Justin Axiak       | —                                        | —                                   |
| 2018 | Togo · Kwassy Adjamah                        | Stany Zjednoczone · Nicholas Kostelas | Sri Lanka · Tymeron Carvalho         | Słowacja · Jan Palko       | Nowa Kaledonia · Kevin Aubry             | Dominikana · Daniel Sicheneder      |
| 2019 | Południowa Afryka · Rushil Jina              | Ekwador · Nicolás Asanz               | Indie · Varum Verma                  | Czechy · Jan Solfronk      | Nowa Kaledonia · Manutea Benet Brissonet | Dominikana · Ángel Holguín          |
| 2021 | Sierra Leone · Abu Bakarr "Bakish" Tarawalie | Meksyk · Gustavo Rosasz               | Indie · Rahul Rajasekharan           | Malta · Raffael Fiedlerk   | —                                        | Dominikana · Ivan Olga              |
| 2022 | Namibia · Jean-Louis Knouwds                 | Brazylia · Guilherme Wernerz          | Wietnam · Bùi Xuân Đạt               | Francja · Pierre Bondon    | —                                        | Trynidad i Tobago · Wynter Mason    |
| 2023 | Południowa Afryka · Tylo Ribeiro             | Meksyk · Luis García                  | Tajlandia · Nathanon Narathanyawirun | Czechy · Jakub Vitek       | —                                        | Trynidad i Tobago · Keathon Yallery |
| 2024 | Sierra Leone · Uthman Issa Bangura           | Kolumbia · Rafael Rapelo              | Wietnam · Đỗ Quang Tuyển             | Polska · Patryk Karbowski  | —                                        | Dominikana · Bray Vargas            |
| 2024 | Południowa Afryka · Luca Pontiggia           | Wenezuela · Víctor Battista           | Indonezja · Mustanir Afif            | Czechy · Tomas Haring      | —                                        | Portoryko · Anthony Delgado         |

## Tabela wszech czasów konkursu
| Rank | Państwo           | Mister Supranational | 1. wicemister | 2. wicemister | 3. wicemister | 4. wicemister | Top 10 | Top 20 | Razem |
| 1    | Hiszpania         | 1                    | 1             | 0             | 0             | 1             | 0      | 5      | 8     |
| 2    | Meksyk            | 1                    | 0             | 1             | 1             | 1             | 3      | 1      | 8     |
| 3    | Wenezuela         | 1                    | 0             | 1             | 1             | 1             | 2      | 1      | 7     |
| 4    | Indie             | 1                    | 0             | 1             | 0             | 0             | 3      | 1      | 6     |
| 5    | Peru              | 1                    | 0             | 1             | 0             | 0             | 0      | 2      | 4     |
| 6    | Stany Zjednoczone | 1                    | 0             | 0             | 0             | 0             | 2      | 1      | 4     |
| 7    | Francja           | 1                    | 0             | 0             | 0             | 0             | 1      | 3      | 5     |
| 8    | Południowa Afryka | 1                    | 0             | 0             | 0             | 0             | 1      | 2      | 4     |
| 9    | Kuba              | 1                    | 0             | 0             | 0             | 0             | 0      | 0      | 1     |
| 10   | Brazylia          | 0                    | 2             | 2             | 1             | 0             | 1      | 1      | 7     |
| 11   | Holandia          | 0                    | 1             | 1             | 0             | 1             | 0      | 2      | 5     |
| 12   | Polska            | 0                    | 1             | 0             | 1             | 0             | 3      | 3      | 8     |
| 13   | Indonezja         | 0                    | 1             | 0             | 0             | 0             | 3      | 3      | 7     |
| 14   | Białoruś          | 0                    | 1             | 0             | 0             | 0             | 0      | 0      | 1     |
| 15   | Curaçao           | 0                    | 1             | 0             | 0             | 0             | 0      | 1      | 2     |
| 16   | Togo              | 0                    | 1             | 0             | 0             | 0             | 0      | 0      | 1     |
| 17   | Filipiny          | 0                    | 0             | 1             | 0             | 1             | 0      | 7      | 9     |
| 18   | Grecja            | 0                    | 0             | 1             | 0             | 0             | 0      | 1      | 2     |
| 19   | Tajlandia         | 0                    | 0             | 0             | 1             | 0             | 2      | 3      | 6     |
| 20   | Słowacja          | 0                    | 0             | 0             | 1             | 0             | 1      | 2      | 4     |
| 21   | Korea Południowa  | 0                    | 0             | 0             | 1             | 0             | 0      | 1      | 2     |
| 22   | Nepal             | 0                    | 0             | 0             | 1             | 0             | 0      | 1      | 2     |
| 23   | Nigeria           | 0                    | 0             | 0             | 1             | 0             | 0      | 0      | 1     |
| 24   | Portoryko         | 0                    | 0             | 0             | 0             | 1             | 1      | 5      | 7     |
| 25   | Laos              | 0                    | 0             | 0             | 0             | 1             | 0      | 1      | 2     |
| 26   | Rumunia           | 0                    | 0             | 0             | 0             | 1             | 0      | 1      | 2     |
| 27   | Kamerun           | 0                    | 0             | 0             | 0             | 1             | 0      | 0      | 1     |
| 28   | Dominikana        | 0                    | 0             | 0             | 0             | 0             | 4      | 1      | 5     |
| 29   | Czechy            | 0                    | 0             | 0             | 0             | 0             | 3      | 4      | 7     |
| 30   | Wietnam           | 0                    | 0             | 0             | 0             | 0             | 3      | 1      | 4     |
| 31   | Malta             | 0                    | 0             | 0             | 0             | 0             | 2      | 3      | 5     |
| 32   | Ekwador           | 0                    | 0             | 0             | 0             | 0             | 2      | 0      | 2     |
| 33   | Panama            | 0                    | 0             | 0             | 0             | 0             | 1      | 3      | 4     |
| 34   | Japonia           | 0                    | 0             | 0             | 0             | 0             | 1      | 1      | 2     |
| 35   | Kolumbia          | 0                    | 0             | 0             | 0             | 0             | 1      | 1      | 2     |
| 36   | Dania             | 0                    | 0             | 0             | 0             | 0             | 1      | 0      | 1     |
| 37   | Malezja           | 0                    | 0             | 0             | 0             | 0             | 1      | 0      | 1     |
| 38   | Norwegia          | 0                    | 0             | 0             | 0             | 0             | 1      | 0      | 1     |
| 39   | Salwador          | 0                    | 0             | 0             | 0             | 0             | 1      | 0      | 1     |
| 40   | Sri Lanka         | 0                    | 0             | 0             | 0             | 0             | 1      | 0      | 1     |
| 41   | Kanada            | 0                    | 0             | 0             | 0             | 0             | 0      | 3      | 3     |
| 42   | Trynidad i Tobago | 0                    | 0             | 0             | 0             | 0             | 0      | 3      | 3     |
| 43   | Belgia            | 0                    | 0             | 0             | 0             | 0             | 0      | 2      | 2     |
| 44   | Chile             | 0                    | 0             | 0             | 0             | 0             | 0      | 2      | 2     |
| 45   | Mjanma            | 0                    | 0             | 0             | 0             | 0             | 0      | 2      | 2     |
| 46   | Wielka Brytania   | 0                    | 0             | 0             | 0             | 0             | 0      | 2      | 2     |
| 47   | Włochy            | 0                    | 0             | 0             | 0             | 0             | 0      | 2      | 2     |
| 48   | Afganistan        | 0                    | 0             | 0             | 0             | 0             | 0      | 1      | 1     |
| 49   | Argentyna         | 0                    | 0             | 0             | 0             | 0             | 0      | 1      | 1     |
| 50   | Aruba             | 0                    | 0             | 0             | 0             | 0             | 0      | 1      | 1     |
| 51   | Chiny             | 0                    | 0             | 0             | 0             | 0             | 0      | 1      | 1     |
| 52   | Gwinea Równikowa  | 0                    | 0             | 0             | 0             | 0             | 0      | 1      | 1     |
| 53   | Haiti             | 0                    | 0             | 0             | 0             | 0             | 0      | 1      | 1     |
| 54   | Hongkong          | 0                    | 0             | 0             | 0             | 0             | 0      | 1      | 1     |
| 55   | Namibia           | 0                    | 0             | 0             | 0             | 0             | 0      | 1      | 1     |
| 56   | Rosja             | 0                    | 0             | 0             | 0             | 0             | 0      | 1      | 1     |
| 57   | Sierra Leone      | 0                    | 0             | 0             | 0             | 0             | 0      | 1      | 1     |
| 58   | Surinam           | 0                    | 0             | 0             | 0             | 0             | 0      | 1      | 1     |
| 59   | Szwecja           | 0                    | 0             | 0             | 0             | 0             | 0      | 1      | 1     |

## Państwa bez sukcesu
Państwa oraz terytoria, które w całej historii konkursu jeszcze nigdy nie awansowały do etapu głównego, czyli nie znalazły się w TOP.
| Kontynent | Kraje                                                                                          |
| --------- | ---------------------------------------------------------------------------------------------- |
| Europa    | Gibraltar, Finlandia, Irlandia, Macedonia Północna, Mołdawia, Niemcy, Szwajcaria               |
| Afryka    | Algieria, Angola, Egipt, Etiopia, Kenia, Maroko, Mauritius, Wybrzeże Kości Słoniowej, Zimbabwe |
| Ameryka   | Boliwia, Gwatemala, Paragwaj                                                                   |
| Azja      | Bangladesz, Kambodża, Makau, Pakistan                                                          |
| Karaiby   | Jamajka                                                                                        |
| Terytoria | Hawaje, Nowa Kaledonia                                                                         |

## Polacy w konkursie
| Rok  | Uczestnik        | Rezultat      | Międzynarodowy konkurs                               |
| ---- | ---------------- | ------------- | ---------------------------------------------------- |
| 2016 | Rafał Jonkisz    | Top 10        | Mister International 2015 Mister World 2016 (TOP 10) |
| 2017 | Jan Dratwicki    | Top 10        | Mister International 2016                            |
| 2018 | Jakub Kucner     | 1. wicemister | Mister Global 2018 (2. wicemister)                   |
| 2019 | Tomasz Zarzycki  | 3. wicemister | Mister International 2019                            |
| 2021 | Daniel Borzewski | Top 20        |                                                      |
| 2022 | Jakub Kowalewski | brak awansu   |                                                      |
| 2023 | Daniel Tracz     | Top 20        |                                                      |
| 2024 | Patryk Karbowski | Top 10        |                                                      |
| 2025 | Adam Wyszyński   | Top 20        |                                                      |